# جودي سميث
جودي آدم سميث (بالإنجليزية: Judy Smith) (ولدت في 27 أكتوبر 1958) هي محامية ومديرة أزمات وكاتبة ومنتجة تلفزيونية. معروفة بكونها المؤسس والرئيس التنفيذي لشركة إدارة الأزمات سميث وشركاءها.
شكل عملها في إدارة الأزمات الخاصة لشخصيات شهيرة في مجالات متعددة مصدر إلهام للكاتبة الأمريكية الكبيرة شوندا ريمس في مسلسلها التلفزيوني الفضيحة على قناة اي بي سي.